# Joachim Duckart
Joachim Duckart (* 12. Juni 1898 in Leipzig; † 14. November 1952 in Königswinter) war ein deutscher Agrarwissenschaftler, SS-Führer und Beteiligter an der „Umsiedlung“ in Litauen während des Zweiten Weltkrieges.

## Leben
Duckart, dessen Vater Rudolf Duckart  Reichsmilitärgerichtsrat war, beendete seine Schulzeit am Wilhelms-Gymnasium in Berlin-Tiergarten mit dem Abitur. Am Ersten Weltkrieg nahm er als Kriegsfreiwilliger teil. Danach absolvierte er ein agrarwissenschaftliches Studium an der Landwirtschaftlichen Hochschule in Berlin, das er als Diplom-Landwirt abschloss. Duckart promovierte 1923 mit der Dissertation „Faktoren-Analyse einer Weizenkreuzung“ zum Dr. agr. Danach war Duckart als Experte für Saatzucht in Landwirtschaftsbetrieben tätig.
Zur Zeit der Weimarer Republik gehörte er der Deutschsozialen Partei und der paramilitärischen Organisation Stahlhelm an. Zum 1. Dezember 1931 trat Duckart der NSDAP (Mitgliedsnummer 848.887) und Anfang Januar 1933 der SS bei (SS-Nummer 137.297). Bei der SS erreichte Duckart im Juni 1944 den Rang eines SS-Obersturmbannführers. Ab 1937 war Duckart Mitglied des NS-Lehrerbundes.
Nach der Machtübernahme durch die Nationalsozialisten war er zunächst als Schulungsleiter bzw. ab 1934 Hauptschulungsleiter des Rasse- und Siedlungshauptamts (RusHA) im SS-Abschnitt XIV sowie beim Reichsnährstand in Berlin tätig. Ab 1937 nahm Duckart an der Grenzlandhochschule für Lehrerinnenbildung in Schneidemühl eine Lehrtätigkeit für das Fach „Vererbungslehre und Rassenkunde“ auf, leitete das „Vererbungswissenschaftliche Seminar“ und stand dem dortigen Presseamt des NS-Dozentenbundes vor. In Schneidemühl leitete er zudem das Kreisamt der NSDAP und arbeitete beim Rassenpolitischen Amt der NSDAP (RPA) mit. Duckart war 1939 Autor einer vom RPA und dem Reichsbund der Kinderreichen herausgegebenen antisemitischen Veröffentlichung mit dem Titel: Die Juden von Betsche: Ein Beitrag zum „Wirken“ der Juden im deutschen Osten.
Nach Beginn des Zweiten Weltkrieges war Duckart zunächst bei Höheren SS- und Polizeiführer Danzig-Westpreußen Richard Hildebrandt tätig, wo er als Beauftragter des Reichskommissars für die Festigung deutschen Volkstums und Angehöriger der Abteilung „Planung und Umsiedlung“ beim SS-Oberabschnitt Weichsel für die Ansiedlung von Baltendeutschen infolge der Vereinbarungen des Hitler-Stalin-Paktes zuständig war. Nach Ausbruch des Deutsch-Sowjetischen Krieges wurde Duckardt Führer im Stab SS-Oberabschnitt Ostland sowie ab Anfang März 1942 Leiter des Ansiedlungsstabes Ost und war für die Rückführung jener Personen nach Litauen zuständig, deren Ansiedlung er zuvor organisiert hatte. Duckart forcierte Siedlungsschwerpunkte der Volksdeutschen in Litauen, wodurch es zu Vertreibungen der einheimischen Bevölkerung kam. Ab 1943 war Duckart beim Reichssicherheitshauptamt (RSHA) im Referat III B (Staatsangehörigkeit) tätig. Ab 1944 war Duckart infolge des Kriegsverlaufes wieder für die Rückführung der Baltendeutschen aus Litauen ins Deutsche Reich beauftragt und wurde für seine diesbezüglichen „besonderen Leistungen“ im gleichen Jahr mit dem Kriegsverdienstkreuz ausgezeichnet.
Nach Kriegsende befand sich Duckart für einige Jahre in amerikanischer Internierung. Nach der Entlassung aus alliierter Internierung fand Duckart 1949 eine leitende Anstellung in einem landwirtschaftlichen Betrieb und war beratend für die Landwirtschaftskammern Bonn und Köln tätig.